# Mount Gaston de Gerlache
Mount Gaston de Gerlache (französisch Mont Gaston de Gerlache) ist ein 2400 m hoher Berg im ostantarktischen Königin-Maud-Land. Er ist die südlichste Erhebung im Königin-Fabiola-Gebirge.
Teilnehmer einer von 1959 bis 1961 dauernden belgischen Antarktisexpedition entdeckten ihn im Jahr 1960. Expeditionsleiter Guido Derom (1923–2005) benannte den Berg nach dem belgischen Polarforscher Gaston de Gerlache (1919–2006), Leiter der von 1957 bis 1958 dauernden belgischen Antarktisexpedition und Sohn des Polarforschers Adrien de Gerlache de Gomery.